# Hypomyces tulasneanus
Hypomyces tulasneanus är en svampart som beskrevs av Plowr. 1882. Hypomyces tulasneanus ingår i släktet Hypomyces och familjen Hypocreaceae.  Arten är reproducerande i Sverige. Inga underarter finns listade i Catalogue of Life.